# 131
131 foi um ano comum do século II que teve início e terminou a um domingo no Calendário Juliano. A sua letra dominical foi A. Segundo o horóscopo chinês, foi o ano da Cabra.
| Ano completo                    |
| ------------------------------- |
| Ano comum com início ao domingo |